# Torpedo Zaporijjia
Pour les articles homonymes, voir Torpedo (homonymie).
Maillots
Le Futbolny Klub Torpedo Zaporijjia (en ukrainien : Футбольный Клуб Торпедо Запоріжжя), plus couramment abrégé en Torpedo Zaporijjia, est un ancien club ukrainien de football fondé en 1982 puis disparu en 2003, et basé dans la ville de Zaporijjia.

## Histoire du club

### Dates clés
- 1982 : fondation du club sous le nom de Torpedo Zaporijjia
- 2003 : fermeture du club

### Historique
Le club est fondé en 1982 à Zaporijjia, une ville de l'oblast de Zaporijjia. En 1985, le club est promu pour la première fois en troisième division soviétique. À la fin de la saison 1989, le club est relégué en quatrième division soviétique. Il remporte alors la quatrième division soviétique pour la première fois de son histoire et retrouve la troisième division soviétique quittée une année auparavant. Il y reste une saison, jusqu'à l'éclatement de l'URSS. Finalement, le club aura évolué six saisons en troisième division soviétique et une saison en quatrième division soviétique.
Le club devient ensuite l'un des membres fondateurs du championnat d'Ukraine. Il reste huit saisons dans la première division ukrainienne de 1992 à 1998. Après la saison 2002-2003, le club est dissous pour cause de problèmes financiers.

## Bilan par saison

### Classements en championnat
La frise ci-dessous résume les classements successifs du club en championnat.

## Entraîneurs du club
| - Hryhoriy Vul (1984-1987) - Aleksandr Gurzheyev (1987-1988) - Yozhef Betsa (1989) - Yevhen Lemeshko (1989-1993) - Viktor Matviyenko (1993) - Ihor Nadein (1994-1997) - Oleksiy Tcherednik (1997) |  | - Viktor Matviyenko (1997-1998) - Vyacheslav Pershyn (1998) - Leonid Koltun (1998-1999) - Evgeny Yarovenko (1999) - Roman Bondarenko (1999) - Serhiy Pohodin (1999) |